# Rödnackad trogon
Rödnackad trogon (Harpactes kasumba) är en fågel i familjen trogoner inom ordningen trogonfåglar.

## Utseende och läte
Rödnackad trogon är en mycket vacker trogon. Hanen har svart huvud, lysande rött i nacken och på undersidan, brunorange rygg och svartvitbandade vingar. Honan är brunaktig med gult på bröst och buk. Båda könen har bjärt blåfärgad ögonring och näbb. Lätet består av en serie svalda gnissliga ljud "kyew, kyew, kyew, kyew".

## Utbredning och systematik
Rödnackad trogon delas in i två underarter:
- Harpactes kasumba kasumba – förekommer i låglandsskogar på Malackahalvön och Sumatra
- Harpactes kasumba impavidus – förekommer i låglandsområden på Borneo

## Levnadssätt
Rödnackad trogon förekommer i fuktiga skogar i lågland och lägre bergstrakter. Den är trög i rörelserna och svår att få syn på trots deden slående fjäderdräkten.

## Status och hot
Arten har ett stort utbredningsområde, men tros minska i antal, dock inte tillräckligt kraftigt för att den ska betraktas som hotad. Internationella naturvårdsunionen IUCN listar arten som nära hotad (LC).